# جمعية بيت لحم العربية للتأهيل
جمعية بيت لحم العربية للتأهيل هي مؤسسة أهلية غير ربحية تأسست عام 1960 كأحد منازل ليونارد شيشاير، تعمل كمركز لتمكين الاشخاص ذوي الاعاقة وبناء قدراتهم، وتوفير الخدمات الصحية والتأهيلية المتخصصة للمجتمع الفلسطيني مقرها في بلدية بيت جالا في محافظة بيت لحم على أرض تابعة للبطريركية اللاتينية في القدس وبدعم منها.

## رسالتها وأهدافها
تسعى الجمعيىة لتمكين الاشخاص ذوي الاعاقة وبناء قدراتهم، وتوفير الخدمات الصحية والتأهيلية لهم من خلال رفع الجاهزية المجتمعية والذاتية الدامجة للأشخاص ذوي الإعاقة، وتعزيز القدرات الجسدية والنفسية للأشخاص ذوي الإعاقة، وتعزيز جاهزية الجمعية وتمكينها مجتمعياً، وتحسين فرص حصول المواطنين على الخدمات الصحية المتخصصة. 

## برامجها
تعمل الجمعية مع مؤسسات المجتمع المحلي لتعريفها بكل ما يتعلق بالإعاقة وكيفية التعامل مع الأطفال والطفولة المبكرة، ودعم قضايا الإعاقة وحثهم على إدماجهم في مختلف نواحي الحياة وضمان المساواة في المجتمع الفلسطيني. وافتتحت الحديقة الحسية بدعم من مؤسسة ABCD البريطانية لتوفير بيئة غنية بالخبرات الحسية التعلمية والترفيهية لأطفال قسم التأهيل. وتحتفل الجمعية سنوياً في 8 سبتمبر من كل عام باليوم العالمي للعلاج الطبيعي. وفي عام 2011 بدأت الجمعية بتطوير خدمات طبية وتأهيلية عالية الجودة في مجال زراعة القوقعة للأشخاص ذوي الإعاقات السمعية الشديدة، وإجراء العمليات الجراحية والتأهيل والمتابعة الدورية مما جعلها مؤسسة رائدة في مجال زراعة القوقعة للأطفال في فلسطين.

## أقسامها
تحتوي جمعية بيت لحم كمستشفى على أقسام عديدة يعالج بها كافة الأمراض من أمراض العمود الفقري، والسكري والضغط ، والروماتيزم، وزراعة الأعضاء، وجراحة عظام الأطفال. وتم افتتاح قسم القلب الأحدث على المستوى المحلي من حيث التقنيات والكوادر الطبية المتخصصة من فلسطين وبريطانيا، بحضور الرئيس محممود عباس وشخصيات رسمية محلية ودولية، من بينها النائب البطريركي للاتين في القدس وفلسطين المطران بولس ماركوتسو، والدكتورة تفيدة الجرباوي. وتم إضافة 11 سرير طبي وتجهيزات متطورة للقسم لاحقاً.